# Alla breve

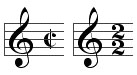
Examples of time signatures for alla breve

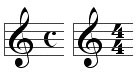
Examples of time signatures for common time

Alla breve [alla ˈbrɛːve] conosciuto anche come tempo tagliato o tempo comune tagliato è un metro musicale annotato dal simbolo di indicazione di tempo  (una C con una linea verticale che lo attraversa), che è l'equivalente di 22. Il termine è l'italiano per "alla breve", che originariamente significava che il tempo si contava sulla breve.
Alla breve è un "metro semplice doppio con una battuta minima".  La denominazione della nota che rappresenta una battuta è la minima. Ce ne sono due per battuta, in modo che l'indicazione del tempo 22 può essere interpretato come 'due movimenti minimi per battuta'. In alternativa, questo viene letto come due battute per misura, dove la minima prende il ritmo.
Il nome tempo comune si riferisce a 44, che ha quattro movimenti per battuta, ciascuno di una nota da un quarto (o semiminima).

## Utilizzo moderno
Nell'uso contemporaneo, alla breve suggerisce un tempo abbastanza veloce. Pertanto viene utilizzato frequentemente per le marce militari. Dal 1600 al 1900 circa il suo significato per quanto riguarda il tempo variava, quindi non può sempre essere interpretato come un tempo veloce. Usare alla breve aiuta il musicista a leggere le note di breve durata in modo più pulito con meno battute.

## Utilizzo storico
Prima del 1600 il termine alla breve deriva dal sistema di notazione mensurale o proporzionale (chiamato anche proportio dupla) in cui i valori delle note (e le loro forme grafiche) erano correlati dal rapporto 2:1. In questo contesto significa che il tactus o impulso metrico (ora comunemente indicato come la "battuta") è passato dal suo posto normale sulla nota intera (semibreve) alla nota doppia intera (breve).
| Notazione moderna                 |
| Notazione bianca, (XV-XVI secolo) |
| Notazione nera, (XIII-XV secolo)  |

La notazione musicale antica è stata sviluppata dagli ordini religiosi, il che ha portato ad alcune associazioni religiose nella notazione. La più ovvia è che la musica in tempo triplo veniva chiamata tempus perfectum, derivando il suo nome dalla Santissima Trinità e rappresentata dal cerchio "perfetto", che non ha inizio né fine.
La musica in tempo doppio era chiamata similmente tempus imperfectum. Il suo simbolo era il cerchio spezzato, , che viene ancora utilizzato, anche se si è evoluto a significare oggi 44, o "tempo comune". Se tagliato da una linea verticale , significa 22 "tagliato comune", o alla breve.
L'uso della linea verticale o del tratto in un simbolo grafico musicale, come praticato nel Medioevo e nel Rinascimento, e a cui ora si fa riferimento con il termine moderno di "tempo tagliato", non ha sempre avuto lo stesso significato di alla breve. A volte aveva altre funzioni, comprese quelle non mensurali.

## Esempio
Il seguente è un esempio con lo stesso ritmo annotato in  22 e in 44:
|  | Aiuto Audio dell'esempio ( info file ) Ritmo in 2 2 seguito dallo stesso ritmo annotato in 4 4 |